# Pat Miletich
Patrick Jay Miletich,
né le 9 mars 1968 à Davenport dans l'Iowa, américain d'origine croate, est considéré comme une légende de l'Ultimate Fighting Championship. Il a remporté le tournoi de l'UFC 16 et cinq fois le titre des poids légers. En 2006, il entraîne l'équipe des Silverbacks dans l'organisation International Fight League.
Il est intronisé au Hall of Fame de l'UFC le 6 juillet 2014 lors de l'UFC Fan Expo à Las Vegas.

## Palmarès en MMA
| 38 combats     | 29 victoires | 7 défaites |
| Par KO         | 5            | 4          |
| Par soumission | 18           | 2          |
| Sur décision   | 6            | 1          |
| Égalités       | 2            | 2          |

| Résultat | Record | Adversaire         | Méthode                                         | Événement                             | Date               | Round | Temps | Lieu | Notes                                           |
| -------- | ------ | ------------------ | ----------------------------------------------- | ------------------------------------- | ------------------ | ----- | ----- | ---- | ----------------------------------------------- |
| Victoire | 29-7-2 | Thomas Denny       | KO (coups de poing)                             | Adrenaline MMA 2                      | 11 décembre 2008   | 2     | 0:50  |      |                                                 |
| Défaite  | 28-7-2 | Renzo Gracie       | Soumission (étranglement en guillotine)         | IFL: Gracie vs. Miletich              | 23 septembre 2006  | 1     | 3:37  |      |                                                 |
| Défaite  | 28-6-2 | Matt Lindland      | TKO (coups de poing)                            | UFC 36: Worlds Collide                | 22 mars 2002       | 1     | 3:09  |      | Combat en poids moyen.                          |
| Victoire | 28-5-2 | Shonie Carter      | KO (coup de pied à la tête)                     | UFC 32: Showdown in the Meadowlands   | 29 juin 2001       | 2     | 2:42  |      |                                                 |
| Défaite  | 27-5-2 | Carlos Newton      | Soumission (étranglement bulldog)               | UFC 31: Locked & Loaded               | 4 mai 2001         | 3     | 2:50  |      | Perd le titre des poids mi-moyens de l'UFC.     |
| Victoire | 27-4-2 | Kenichi Yamamoto   | Soumission (étranglement en guillotine)         | UFC 29: Defense of the Belts          | 16 décembre 2000   | 2     | 1:58  |      | Défend le titre des poids mi-moyens de l'UFC.   |
| Défaite  | 26-4-2 | Kiyoshi Tamura     | Décision majoritaire                            | Rings: Millennium Combine 3           | 23 août 2000       | 2     | 5:00  |      |                                                 |
| Victoire | 26-3-2 | John Alessio       | Soumission (clé de bras)                        | UFC 26: Ultimate Field of Dreams      | 9 juin 2000        | 2     | 1:43  |      | Défend le titre des poids mi-moyens de l'UFC.   |
| Défaite  | 25-3-2 | Jose Landi-Jons    | TKO (arrêt du coin)                             | WEF 8: Goin' Platinum                 | 15 janvier 2000    | 1     | 8:00  |      |                                                 |
| Victoire | 25-2-2 | Shonie Carter      | Décision unanime                                | Extreme Challenge 27                  | 21 août 1999       | 1     | 20:00 |      |                                                 |
| Victoire | 24-2-2 | Andre Pederneiras  | TKO (arrêt du médecin)                          | UFC 21: Return of the Champions       | 16 juillet 1999    | 2     | 2:20  |      | Défend le titre des poids mi-moyens de l'UFC.   |
| Victoire | 23-2-2 | Clayton Miller     | Soumission (étranglement en triangle)           | Cage Combat 2                         | 30 mai 1999        | 1     | 0:40  |      |                                                 |
| Défaite  | 22-2-2 | Jutaro Nakao       | Soumission technique (étranglement en triangle) | SuperBrawl 11                         | 2 février 1999     | 1     | 9:22  |      |                                                 |
| Victoire | 22-1-2 | Jorge Patino       | Décision unanime                                | UFC 18: Road to the Heavyweight Title | 8 janvier 1999     | 1     | 21:00 |      | Défend le titre des poids mi-moyens de l'UFC.   |
| Victoire | 21-1-2 | Mikey Burnett      | Décision                                        | UFC Brazil: Ultimate Brazil           | 16 octobre 1998    | 1     | 21:00 |      | Remporte le titre des poids mi-moyens de l'UFC. |
| Égalité  | 20-1-2 | Dan Severn         | Égalité                                         | Extreme Challenge 20                  | 22 août 1998       | 1     | 20:00 |      |                                                 |
| Victoire | 20-1-1 | Al Buck Jr         | Soumission (étranglement)                       | Midwest Shootfighting 1               | 27 juin 1998       | 2     | 2:49  |      |                                                 |
| Victoire | 19-1-1 | Chris Brennan      | Soumission (étranglement avec l'épaule)         | UFC 16: Battle in the Bayou           | 13 mars 1998       | 1     | 9:02  |      |                                                 |
| Victoire | 18-1-1 | Townsend Saunders  | Décision partagée                               | UFC 16: Battle in the Bayou           | 13 mars 1998       | 1     | 15:00 |      |                                                 |
| Victoire | 17-1-1 | Chris Brennan      | Décision partagée                               | Extreme Challenge Trials              | 15 novembre 1997   | 1     | 30:00 |      |                                                 |
| Égalité  | 16-1-1 | Chris Brennan      | Égalité                                         | Extreme Challenge 9                   | 30 août 1997       | 1     | 20:00 |      |                                                 |
| Victoire | 16-1   | Chuck Kim          | Soumission (étranglement arrière)               | Extreme Challenge 7                   | 25 juin 1997       | 1     | 10:46 |      |                                                 |
| Défaite  | 15-1   | Matt Hume          | TKO (arrêt du médecin)                          | Extreme Fighting 4                    | 28 mars 1997       | 1     | 5:00  |      |                                                 |
| Victoire | 15-0   | Chad Cox           | Soumission (coup de poing)                      | Extreme Challenge 3                   | 15 février 1997    | 1     | 1:39  |      |                                                 |
| Victoire | 14-0   | Paul Kimbro        | Soumission (clé de bras)                        | Extreme Challenge 2                   | 1er février 1997   | 1     | 5:13  |      |                                                 |
| Victoire | 13-0   | Jason Nicholsen    | Décision unanime                                | SuperBrawl 3                          | 17 janvier 1997    | 1     | 15:00 |      |                                                 |
| Victoire | 12-0   | Earl Loucks        | Soumission (clé d'épaule)                       | Extreme Challenge 1                   | 23 novembre 1996   | 1     | 7:00  |      |                                                 |
| Victoire | 11-0   | Pat Assalone       | Soumission (clé de bras)                        | Brawl at the Ballpark 1               | 1er septembre 1996 | 1     | 4:01  |      |                                                 |
| Victoire | 10-0   | Matt Andersen      | Soumission (coups de poing)                     | Gladiators 1                          | 26 juillet 1996    | 1     | 5:21  |      |                                                 |
| Victoire | 9-0    | Yasunori Matsumoto | TKO (arrêt du médecin)                          | Quad City Ultimate 2                  | 11 mai 1996        | 1     | 16:50 |      |                                                 |
| Victoire | 8-0    | Andrey Dudko       | Soumission (étranglement arrière)               | Battle of the Masters 2               | 10 février 1996    | 1     | 2:49  |      |                                                 |
| Victoire | 7-0    | Bob Gholson        | KO                                              | Battle of the Masters 2               | 10 février 1996    | 1     | 2:20  |      |                                                 |
| Victoire | 6-0    | Rick Graveson      | Soumission (étranglement arrière)               | Battle of the Masters 2               | 10 février 1996    | 1     | 0:46  |      |                                                 |
| Victoire | 5-0    | Rick Graveson      | Soumission (étranglement arrière)               | Quad City Ultimate 1                  | 20 janvier 1996    | 1     | 1:53  |      |                                                 |
| Victoire | 4-0    | Ed McLennan        | Soumission (clé de bras)                        | Quad City Ultimate 1                  | 20 janvier 1996    | 1     | 1:28  |      |                                                 |
| Victoire | 3-0    | Kevin Marino       | Soumission (étranglement arrière)               | Battle of the Masters 1               | 28 octobre 1995    | 1     | 3:49  |      |                                                 |
| Victoire | 2-0    | Angelo Rivera      | Soumission (étranglement arrière)               | Battle of the Masters 1               | 28 octobre 1995    | 1     | 1:40  |      |                                                 |
| Victoire | 1-0    | Yasunori Matsumoto | Soumission (étranglement arrière)               | Battle of the Masters 1               | 28 octobre 1995    | 1     | 7:40  |      |                                                 |